# 霍奇陡崖
83°3′S 50°11′W / 83.050°S 50.183°W
霍奇陡崖（英語：Hodge Escarpment）是南極洲的陡崖，位於伊利沙伯女皇地，屬於彭薩科拉山脈中福里斯特爾山脈的一部分，由美國地質調查局的地理物理學家命名，現時由南極條約體系管理。